# Simorcus kalemie
Simorcus kalemie Van Niekerk & Dippenaar-Schoeman, 2010 è un ragno appartenente alla famiglia Thomisidae.

## Etimologia
Il nome proprio deriva dalla località congolese dove è stato reperito l'unico esemplare: Kalemie, nella provincia del Katanga

## Caratteristiche
L'olotipo maschile rinvenuto ha lunghezza totale è di 6,2 mm; la lunghezza del cefalotorace è di 2,8 mm e la sua larghezza è di 2,1mm

## Distribuzione
La specie è stata reperita in Congo: a Bendera, nei pressi di Kalemie località nella provincia del Katanga

## Tassonomia
Al 2015 non sono note sottospecie e dal 2014 non sono stati esaminati nuovi esemplari.